# Saison 2023-2024 de l'AS Saint-Étienne
Maillots
Chronologie
Saison précédente Saison suivante
Lors de la saison 2023-2024, l'AS Saint-Étienne participe à la Ligue 2 pour la 16e fois et la 2e fois consécutive à la suite de leur relégation à l'issue de la saison 2021-2022. Le club participe également à la Coupe de France pour la 90e fois.

## Historique

### L'avant-saison
Après un début de saison 2022-2023 très compliqué et une présence parmi les reléguables à la trêve hivernale, à la suite d'une adaptation compliquée à la Ligue 2, l'AS Saint-Étienne a finalement arraché un maintien confortable avec une 8e place grâce à un mercato hivernal convaincant.
L'objectif annoncé par le directeur sportif Loïc Perrin est d'aller chercher la promotion en Ligue 1 dès cette seconde saison.

## Les joueurs et le club lors de la saison 2023-2024

### Mercato

#### Mercato d'été
| Nom                  | Poste             | Date              | Transfert      | Provenance/Destination   | Division           |
| -------------------- | ----------------- | ----------------- | -------------- | ------------------------ | ------------------ |
| Arrivées             |                   |                   |                |                          |                    |
| Yvann Maçon          | Défenseur         | 1er juillet 2023  | Retour de prêt | Paris FC                 | Ligue 2            |
| Maxence Rivera       | Attaquant         | 1er juillet 2023  | Retour de prêt | Le Puy Foot 43           | National 2         |
| Abdoulaye Bakayoko   | Défenseur         | 1er juillet 2023  | Retour de prêt | Le Puy Foot 43           | National 2         |
| Ibrahim Sissoko      | Attaquant         | 6 juillet 2023    | Libre          | FC Sochaux-Montbéliard   | Ligue 2            |
| Dylan Batubinsika    | Défenseur         | 21 juillet 2023   | Transfert      | FC Famalicão             | Primeira Liga      |
| Stéphane Diarra      | Attaquant         | 21 août 2023      | Prêt           | FC Lorient               | Ligue 1            |
| Mahmoud Bentayg      | Défenseur         | 24 août 2023      | Transfert      | Raja CA                  | Botola Pro1        |
| Florian Tardieu      | Milieu de terrain | 31 août 2023      | Transfert      | ESTAC Troyes             | Ligue 2            |
| Départs              |                   |                   |                |                          |                    |
| Mateo Pavlović       | Défenseur         | 30 juin 2023      | Retour de prêt | HNK Rijeka               | Prva Liga          |
| Kader Bamba          | Attaquant         | 30 juin 2023      | Retour de prêt | FC Nantes                | Ligue 1            |
| Jean-Philippe Krasso | Attaquant         | 30 juin 2023      | Libre          | Étoile rouge de Belgrade | Super liga Srbije  |
| Lenny Pintor         | Attaquant         | 30 juin 2023      | Transfert      | LASK                     | Bundesliga         |
| Jimmy Giraudon       | Défenseur         | 30 juin 2023      | Libre          | -                        | -                  |
| Yvann Maçon          | Défenseur         | 2 juillet 2023    | Prêt           | Maccabi Tel-Aviv         | Ligat HaAl         |
| Saïdou Sow           | Défenseur         | 9 août 2023       | Transfert      | RC Strasbourg            | Ligue 1            |
| Louis Mouton         | Milieu de terrain | 17 août 2023      | Prêt           | Pau FC                   | Ligue 2            |
| Yanis Lhéry          | Attaquant         | 31 août 2023      | Prêt           | FC Progrès Niederkorn    | BGL Ligue          |
| Mathys Saban         | Attaquant         | 31 août 2023      | Prêt           | Union Titus Pétange      | BGL Ligue          |
| Niels Nkounkou       | Défenseur         | 31 août 2023      | Transfert      | Eintracht Francfort      | Bundesliga         |
| Abdoulaye Bakayoko   | Défenseur         | 21 septembre 2023 | Transfert      | Muaither SC              | Qatar Stars League |

#### Mercato d'hiver
| Nom                | Poste     | Date            | Transfert      | Provenance/Destination | Division   |
| ------------------ | --------- | --------------- | -------------- | ---------------------- | ---------- |
| Arrivées           |           |                 |                |                        |            |
| Irvin Cardona      | Attaquant | 3 janvier 2024  | Prêt           | FC Augsbourg           | Bundesliga |
| Yvann Maçon        | Défenseur | 5 janvier 2024  | Retour de prêt | Maccabi Tel-Aviv       | Ligat HaAl |
| Nathanaël Mbuku    | Attaquant | 21 janvier 2024 | Prêt           | FC Augsbourg           | Bundesliga |
| Départs            |           |                 |                |                        |            |
| Ahmed Sidibé       | Défenseur | 8 janvier 2024  | Transfert      | FC Koper               | Prva liga  |
| Gaëtan Charbonnier | Attaquant | 15 janvier 2024 | Libre          | SC Bastia              | Ligue 2    |
| Victor Lobry       | Attaquant | 20 janvier 2024 | Libre          | EA Guingamp            | Ligue 2    |

### Effectif professionnel
Le premier tableau liste l'effectif professionnel de l'AS Saint-Étienne pour la saison 2023-2024. Le second recense les prêts effectués par le club lors de cette même saison.
En grisé, les sélections de joueurs internationaux chez les jeunes mais n'ayant jamais été appelés aux échelons supérieurs une fois l'âge-limite dépassé ou les joueurs ayant pris leur retraite internationale.

Note : Le numéro 24 a été retiré par le club. En effet, le 24 représente le numéro que portait Loïc Perrin, joueur puis capitaine emblématique du club, apparu à 470 reprises sous le maillot vert entre 2003 et 2020.

### Équipementier et sponsors
Pour cette nouvelle saison en Ligue 2, l'AS Saint-Étienne conserve l'équipementier danois Hummel, désigné équipementier du club la saison précédente en remplacement du Coq Sportif.
L'AS Saint-Étienne conserve son sponsor principal cette saison, Smart Good Things, pour la seconde année de son contrat de 3 ans,. Les autres partenaires son ZEbet, Atrihome, ByMyCAR, le département de la Loire, les Piscines Desjoyaux, le Groupe Aésio, le Groupe Casino, WF Invest, le Crédit agricole Loire Haute-Loire, Saint-Étienne Métropole et ASSE Cœur-Vert.
À la suite du placement en redressement judiciaire de Smart Good Things et de l'impossibilité pour l'entreprise d'honorer les sommes dues au club, Kelyps Intérim, société spécialisée dans le recrutement par intérim présente jusque-là sur la manche du maillot, devient sponsor principal en avril 2024 et ce jusqu'à la fin de saison.

## Statistiques

### Classement des buteurs
| Place | Nom                       | Ligue 2 | Play-offs | Coupe de France | TOTAL |
| 1     | Ibrahim Sissoko           | 12      | 1         | -               | 13    |
| 2     | Irvin Cardona             | 8       | 2         | -               | 10    |
| 3     | Dylan Chambost            | 6       | -         | -               | 6     |
| 4     | Mathieu Cafaro            | 4       | -         | -               | 4     |
| 4     | Nathanaël Mbuku           | 3       | 1         | -               | 4     |
| 4     | Aïmen Moueffek            | 4       | -         | -               | 4     |
| 5     | Gaëtan Charbonnier        | 1       | -         | 2               | 3     |
| 6     | Mickaël Nadé              | 2       | -         | -               | 2     |
| 6     | Léo Pétrot                | 1       | 1         | -               | 2     |
| 6     | (csc) But contre son camp | 2       | -         | -               | 2     |
| 7     | Dylan Batubinsika         | 1       | -         | -               | 1     |
| 7     | Mahmoud Bentayg           | 1       | -         | -               | 1     |
| 7     | Anthony Briançon          | 1       | -         | -               | 1     |
| 7     | Yvann Maçon               | 1       | -         | -               | 1     |
| 7     | Maxence Rivera            | -       | -         | 1               | 1     |
| 7     | Florian Tardieu           | 1       | -         | -               | 1     |
| 7     | Ibrahima Wadji            | -       | 1         | -               | 1     |

Date de mise à jour : le 2 juin 2024.

### Classement des passeurs décisifs
| Place | Nom                | Ligue 2 | Play-offs | Coupe de France | TOTAL |
| 1     | Mathieu Cafaro     | 7       | 2         | -               | 9     |
| 2     | Dylan Chambost     | 6       | 1         | 1               | 8     |
| 3     | Irvin Cardona      | 3       | -         | -               | 3     |
| 4     | Dennis Appiah      | 2       | -         | -               | 2     |
| 4     | Nathanaël Mbuku    | 1       | 1         | -               | 2     |
| 4     | Aïmen Moueffek     | 1       | 1         | -               | 2     |
| 5     | Anthony Briançon   | 1       | -         | -               | 1     |
| 5     | Gaëtan Charbonnier | -       | -         | 1               | 1     |
| 5     | Yvann Maçon        | 1       | -         | -               | 1     |
| 5     | Mickaël Nadé       | 1       | -         | -               | 1     |
| 5     | Bryan Nokoué       | -       | -         | 1               | 1     |
| 5     | Ibrahim Sissoko    | 1       | -         | -               | 1     |

Date de mise à jour : le 2 juin 2024.

## Rencontres de la saison

### Matchs amicaux
| Date            | N° | Adversaire                 | Lieu                | Résultat | Buteurs pour Saint-Étienne                                  |
| --------------- | -- | -------------------------- | ------------------- | -------- | ----------------------------------------------------------- |
| 12 juillet 2023 | #1 | UNFP FC                    | Andrézieux-Bouthéon | 5 - 2    | Cafaro 6e (pen.), Wadji 11e 35e, Fomba 81e, Mambo 86e (csc) |
| 15 juillet 2023 | #2 | Grenoble Foot 38 (Ligue 2) | L'Étrat             | 1 - 2    | Cissé 50e                                                   |
| 22 juillet 2023 | #3 | Clermont Foot (Ligue 1)    | L'Étrat             | 2 - 0    | Chambost 56e, Sissoko 77e                                   |
| 26 juillet 2023 | #4 | FC Annecy (Ligue 2)        | L'Étrat             | 3 - 2    | Rivera 26e, Wadji 60e, Cissé 76e                            |

### Championnat

#### Matchs aller
| Date       | N o | Adversaire            | Lieu | Résultat | Buteurs pour Saint-Étienne      | Points | Place |
| ---------- | --- | --------------------- | ---- | -------- | ------------------------------- | ------ | ----- |
| 05/08/2023 | J1  | Grenoble Foot 38      | Dom. | 0 - 1    | -                               | 0      | 15    |
| 12/08/2023 | J2  | Rodez AF              | Ext. | 1 - 2    | Sissoko 58e (pen.)              | 0      | 17    |
| 19/08/2023 | J3  | US Quevilly           | Dom. | 2 - 1    | Sissoko 29e (pen.) 45+1e (pen.) | 3      | 14    |
| 28/08/2023 | J4  | FC Annecy             | Ext. | 1 - 1    | Dylan Chambost 48e              | 4      | 14    |
| 02/09/2023 | J5  | Valenciennes FC       | Dom. | 0 - 0    | -                               | 5      | 15    |
| 16/09/2023 | J6  | SM Caen               | Ext. | 1 - 2    | Tardieu 29e (pen.), Sissoko 88e | 8      | 9     |
| 23/09/2023 | J7  | US Concarneau         | Ext. | 0 - 1    | Sissoko 73e                     | 11     | 8     |
| 30/09/2023 | J8  | ES Troyes AC          | Ext. | 0 - 1    | Moueffek 90+3e                  | 14     | 7     |
| 04/10/2023 | J9  | USL Dunkerque         | Dom. | 2 - 0    | Sissoko 82e (pen.), Cafaro 86e  | 17     | 5     |
| 07/10/2023 | J10 | AC Ajaccio            | Dom. | 0 - 0    | -                               | 18     | 5     |
| 23/10/2023 | J11 | Stade lavallois       | Ext. | 0 - 1    | Sissoko 13e                     | 21     | 5     |
| 30/10/2023 | J12 | Angers SCO            | Dom. | 2 - 0    | Sissoko 51e, Pétrot 59e         | 24     | 2     |
| 04/11/2023 | J13 | Paris FC              | Dom. | 0 - 1    | -                               | 24     | 3     |
| 11/11/2023 | J14 | AJ Auxerre            | Ext. | 5 - 2    | Cafaro 31e, Bentayg 80e         | 24     | 5     |
| 25/11/2023 | J15 | Pau FC                | Dom. | 1 - 2    | Charbonnier 9e                  | 24     | 7     |
| 02/12/2023 | J16 | Amiens SC             | Ext. | 1 - 0    | -                               | 24     | 7     |
| 05/12/2023 | J17 | EA Guingamp           | Dom. | 1 - 3    | Moueffek 21e                    | 24     | 8     |
| 16/12/2023 | J18 | Girondins de Bordeaux | Ext. | 0 - 0    | -                               | 25     | 10    |
| 19/12/2023 | J19 | SC Bastia             | Dom. | 3 - 2    | Chambost 5e 9e, Cafaro 63e      | 28     | 7     |

#### Matchs retour
| Date       | N o | Adversaire            | Lieu | Résultat | Buteurs pour Saint-Étienne                                         | Points | Place |
| ---------- | --- | --------------------- | ---- | -------- | ------------------------------------------------------------------ | ------ | ----- |
| 13/01/2024 | J20 | Stade lavallois       | Dom. | 0 - 0    | -                                                                  | 29     | 11    |
| 23/01/2024 | J21 | Pau FC                | Ext. | 0 - 1    | Chambost 38e                                                       | 32     | 6     |
| 27/01/2024 | J22 | Amiens SC             | Dom. | 0 - 1    | -                                                                  | 32     | 10    |
| 03/02/2024 | J23 | USL Dunkerque         | Ext. | 1 - 0    | -                                                                  | 32     | 11    |
| 10/02/2024 | J24 | ES Troyes AC          | Dom. | 5 - 0    | Ndiaye 16e (csc), Sissoko 38e, Mbuku 51e · Maçon 63e, Briançon 78e | 35     | 7     |
| 17/02/2024 | J25 | Angers SCO            | Ext. | 0 - 3    | Cardona 42e 44e, Lefort 64e (csc)                                  | 38     | 5     |
| 24/02/2024 | J26 | FC Annecy             | Dom. | 2 - 1    | Cardona 10e, Sissoko 40e                                           | 41     | 4     |
| 02/03/2024 | J27 | Paris FC              | Ext. | 0 - 0    | -                                                                  | 42     | 4     |
| 09/03/2024 | J28 | AJ Auxerre            | Dom. | 1 - 0    | Cardona 55e                                                        | 45     | 4     |
| 16/03/2024 | J29 | SC Bastia             | Ext. | 0 - 4    | Chambost 16e, Mbuku 45+3e (pen.) 78e · Cardona 68e                 | 48     | 3     |
| 30/03/2024 | J30 | Valenciennes FC       | Ext. | 0 - 2    | Sissoko 23e, Cardona 31e                                           | 51     | 3     |
| 06/04/2024 | J31 | US Concarneau         | Dom. | 1 - 0    | Nadé 23e                                                           | 54     | 2     |
| 13/04/2024 | J32 | AC Ajaccio            | Ext. | 2 - 0    | -                                                                  | 54     | 2     |
| 20/04/2024 | J33 | Girondins de Bordeaux | Dom. | 2 - 1    | Cardona 90+1e 90+4e                                                | 57     | 3     |
| 23/04/2024 | J34 | Grenoble Foot 38      | Ext. | 0 - 2    | Batubinsika 80e, Chambost 87e                                      | 60     | 3     |
| 27/04/2024 | J35 | SM Caen               | Dom. | 1 - 0    | Moueffek 5e                                                        | 63     | 2     |
| 04/05/2024 | J36 | EA Guingamp           | Ext. | 2 - 2    | Moueffek 22e, Cafaro 45+2e (pen.)                                  | 64     | 2     |
| 11/05/2024 | J37 | Rodez AF              | Dom. | 1 - 1    | Nadé 38e                                                           | 65     | 3     |
| 18/05/2024 | J38 | US Quevilly           | Ext. | 2 - 1    | Sissoko 89e (pen.)                                                 | 65     | 3     |

#### Classement
| Rang | Équipe           | Pts | J  | G  | N  | P  | Bp | Bc | Diff | Promotion ou relégation                 |
| ---- | ---------------- | --- | -- | -- | -- | -- | -- | -- | ---- | --------------------------------------- |
| 1    | AJ Auxerre R     | 74  | 38 | 21 | 11 | 6  | 72 | 36 | +36  | Promotion en Ligue 1                    |
| 2    | Angers SCO R     | 68  | 38 | 20 | 8  | 10 | 56 | 42 | +14  | Promotion en Ligue 1                    |
| 3    | AS Saint-Étienne | 65  | 38 | 19 | 8  | 11 | 48 | 31 | +17  | Participation aux barrages de promotion |
| 4    | Rodez AF         | 60  | 38 | 16 | 12 | 10 | 62 | 51 | +11  | Participation aux barrages de promotion |
| 5    | Paris FC         | 59  | 38 | 16 | 11 | 11 | 49 | 42 | +7   | Participation aux barrages de promotion |

#### Play-off de Ligue 2
Le barrage de relégation se déroule sur deux matchs et oppose le seizième de Ligue 1 au vainqueur du match 2 des barrages de Ligue 2 2023-2024. Le vainqueur de ce barrage obtient une place pour le championnat de Ligue 1 2024-2025 tandis que le perdant va en Ligue 2.
| Date       | N o      | Adversaire | Lieu | Résultat | Buteurs pour Saint-Étienne |
| ---------- | -------- | ---------- | ---- | -------- | -------------------------- |
| 24/05/2024 | Play-off | Rodez AF   | Dom. | 2 - 0    | Cardona 65e, Mbuku 90+6e   |

#### Barrages de promotion-relégation
| Date       | N o          | Adversaire | Lieu | Résultat      | Buteurs pour Saint-Étienne |
| ---------- | ------------ | ---------- | ---- | ------------- | -------------------------- |
| 30/05/2024 | Match aller  | FC Metz    | Dom. | 2 - 1         | Sissoko 20e, Cardona 81e   |
| 02/06/2024 | Match retour | FC Metz    | Ext. | 2 - 2 (a. p.) | Pétrot 35e, Wadji 117e     |

### Coupe de France
La Coupe de France 2023-2024 est la cent-septième édition de cette compétition à élimination directe mettant aux prises tous les clubs de football amateurs et professionnels à travers la France métropolitaine et les DOM-TOM. Elle est organisée par la FFF et ses ligues régionales.
| Date       | N o     | Adversaire      | Lieu | Résultat | Buteurs pour Saint-Étienne      |
| ---------- | ------- | --------------- | ---- | -------- | ------------------------------- |
| 18/11/2023 | 7e tour | FBBP 01         | Ext. | 0 - 3    | Rivera 45e, Charbonnier 54e 73e |
| 09/12/2023 | 8e tour | Nîmes Olympique | Dom. | 0 - 1    | -                               |

### Affluence
Avec une moyenne de 24 608 spectateurs à domicile, l'AS Saint-Étienne réalise la meilleure moyenne de la saison 2023-2024 en Ligue 2. La plus grosse affluence de la saison est mesurée le 6 avril 2024, à l'occasion d'une rencontre contre l'US Concarneau, où 37 337 spectateurs se rendent au stade Geoffroy-Guichard. Il s'agit de la deuxième plus grosse affluence générale de la Ligue 2 cette saison-là.
Sur l'ensemble de la saison, 467 560 spectateurs se sont rendus au stade lors des matchs à domicile, ce qui en fait le meilleur total devant les Girondins de Bordeaux.